# Chorisodontium burrowsii
Chorisodontium burrowsii är en bladmossart som beskrevs av Kenneth Willway Allison 1963. Chorisodontium burrowsii ingår i släktet Chorisodontium och familjen Dicranaceae. Inga underarter finns listade i Catalogue of Life.